# 巴甫利夫卡 (波洛希區)
47°47′21″N 36°24′7″E / 47.78917°N 36.40194°E
巴甫利夫卡（烏克蘭語：Павлівка）是位於烏克蘭東南部的村莊，由扎波羅熱州波洛希區的胡利亚伊波莱市镇負責管轄。該村面積0.41平方公里，海拔高度100米，2001年人口84，人口密度每平方公里203.9人。